# Altmersleben
Altmersleben ist Ortsteil und Ortschaft der Stadt Kalbe (Milde) im Altmarkkreis Salzwedel in Sachsen-Anhalt (Deutschland).

## Geographie

### Lage
Altmersleben, ein Straßendorf mit Kirche, liegt auf dem Kalbeschen Werder, einem alten Siedlungshügel, zwischen Kalbe (Milde) und Brunau, vier Kilometer nordöstlich von Kalbe (Milde). Im Süden des Dorfes fließt die Untere Milde.

### Ortschaftsgliederung
Die Ortschaft Altmersleben besteht aus den Ortsteilen Altmersleben und Butterhorst.

## Geschichte

### Mittelalter bis Neuzeit

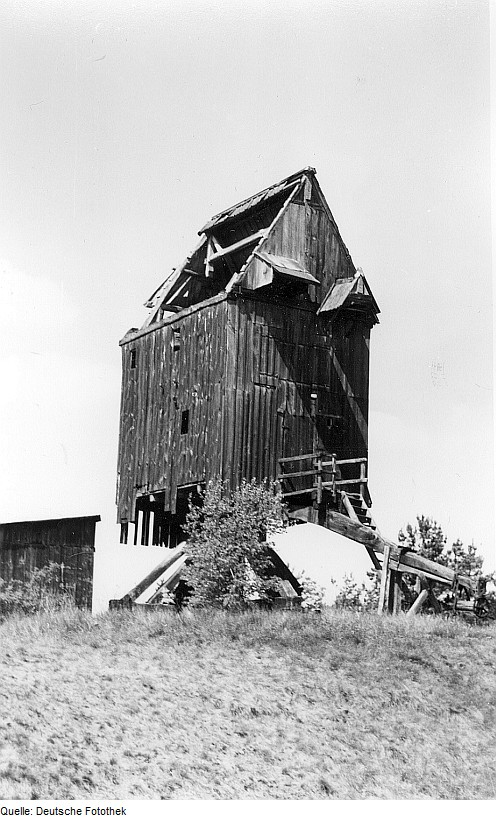
Bockmühle im Altmersleben am 19. Mai 1974

Das Dorf ist eines der ältesten der Gegend. Die Sakristei der romanischen Feldsteinkirche stammt wahrscheinlich aus dem Jahr 1174, laut einer dendrochronologischen Untersuchung.
Die erste urkundliche Erwähnung stammt aus dem Jahre 1289 als prope Altmersleve als Markgraf Otto IV. dem St. Spirituskloster (Kloster Heilig-Geist) vor Salzwedel Rechte über einen Hof in Butterhorst zuweist. Der Markgraf schenkte 1295 das Patronatsrecht der Kirche zu Altmersleben dem St. Spirituskloster.
Im Jahre 1324 wird das Dorf als Altmersleve erwähnt, als Hans und Heinecke von Kröcher das Schloss Kalbe mit den zugehörigen Dörfern an Albrecht von Alvensleben verkaufen.
Bereits 1572 wird der Teich zu Altmersleben erwähnt, wohl der heutige Bornholdt-Teich mit Insel, 1½ Kilometer nordwestlich des Dorfes.
Im Jahre 1954 wurde die erste Landwirtschaftliche Produktionsgenossenschaft vom Typ III, die LPG „Befreites Land“ in Altmersleben gegründet. Im Jahre 1970 hatten sich die LPG's aus Altmersleben und Butterhorst zur LPG Typ III „Julius Kühn“ zusammengeschlossen, die 1990 aufgelöst wurde.
Am etwa 50 Meter hohen Mühlenberg im Westen des Dorfes stand noch Anfang der 1970er Jahre eine Windmühle.

### Herkunft des Ortsnamens
Heinrich Sültmann leitet aus 1323 altmersleue ab: Ein alter deutscher Name. Die erste Worthälfte enthält den Personennamen „Aldemar“, althochdeutsch „ald“ ist „alt“. Die Silben „leva, leue, lehen“ stehen für „Erbgut, Besitz“, übersetzt also „Aldemarserbe“.

### Burg Altmersleben
Etwa zwei Kilometer südlich des Dorfes im ehemals sumpfigen Gelände südlich der Milde liegt die Burgstelle, heute ein geschütztes Bodendenkmal.
Paul Grimm beschrieb die Anlage im Jahr 1958 als nur noch undeutlich erkennbare leichte Bodenwelle. In einem Wüstungsbuch ist der früheren Grundriss überliefert: Eine fast runde Hauptburg von etwa 150 Meter Durchmesser wurde im Nordosten von zwei sich voreinanderlegenden Vorwällen begrenzt. Die Gesamtlänge betrug etwa 400 Meter, die Breite 300 Meter. Es gibt eine Sage von einem unterirdischen Gang zur Burg Kalbe.

### Eingemeindungen
Ursprünglich gehörte das Dorf zum Arendseeischen Kreis der Mark Brandenburg in der Altmark. Zwischen 1807 und 1813 lag der Ort im Kanton Kalbe auf dem Territorium des napoleonischen Königreichs Westphalen. Nach weiteren Änderungen gehörte die Gemeinde ab 1816 zum Landkreis Salzwedel.
Am 15. Juni 1950 wurden die Gemeinden Altmersleben und Butterhorst in den Kreis Gardelegen umgegliedert. Kurz darauf, am 20. Juli 1950, wurde die bis dahin eigenständige Gemeinde Butterhorst eingemeindet. Ab dem 25. Juli 1952 gehörte die Gemeinde Altmersleben zum Kreis Kalbe (Milde). Am 1. Januar 1988 kam sie zum Kreis Gardelegen und schließlich am 1. Juli 1994 zum neu gegründeten Altmarkkreis Salzwedel.
Durch einen Gebietsänderungsvereinbarung beschlossen die Gemeinderäte der Gemeinden Stadt Kalbe (Milde) (am 8. Mai 2008), Altmersleben (am 14. Mai 2008), Güssefeld (am 6. Mai 2008), Kahrstedt (am 7. Mai 2008), Neuendorf am Damm (am 2. Mai 2008), Wernstedt (am 13. Mai 2008) und Winkelstedt (am 13. Mai 2008), dass ihre Gemeinden aufgelöst und zu einer neuen Stadt Kalbe (Milde) vereinigt werden. Dieser Vertrag wurde vom Landkreis als unterer Kommunalaufsichtsbehörde genehmigt und trat am 1. Januar 2009 in Kraft.
Nach Umsetzung der Vereinigungsvereinbarung der bisher selbstständigen Gemeinde Altmersleben werden Altmersleben und Butterhorst Ortsteile der neuen Stadt Kalbe (Milde). Für die eingeflossene Gemeinde wird die Ortschaftsverfassung nach den §§ 86 ff. der Gemeindeordnung Sachsen-Anhalt eingeführt. Die aufgenommene Gemeinde Altmersleben und künftigen Ortsteile Altmersleben und Butterhorst wurden zur Ortschaft der neuen Stadt Kalbe (Milde). In der eingeflossenen Gemeinde und nunmehrigen Ortschaft Altmersleben wurde ein Ortschaftsrat mit fünf Mitgliedern einschließlich Ortsbürgermeister gebildet.

### Einwohnerentwicklung
| Jahr | Einwohner |
| ---- | --------- |
| 1734 | 194       |
| 1774 | 186       |
| 1789 | 231       |
| 1798 | 301       |
| 1801 | 268       |
| 1818 | 286       |
| 1840 | 369       |
| 1864 | 434       |

| Jahr | Einwohner |
| ---- | --------- |
| 1871 | 411       |
| 1885 | 426       |
| 1895 | 430       |
| 1900 | [00]440   |
| 1905 | [00]441   |
| 1910 | [00]436   |
| 1925 | 459       |
| 1939 | 410       |

| Jahr | Einwohner |
| ---- | --------- |
| 1946 | 583       |
| 1964 | 527       |
| 1971 | 495       |
| 1981 | 392       |
| 1993 | 379       |
| 2006 | 294       |
| 2015 | 250       |
| 2016 | 246       |

| Jahr | Einwohner |
| ---- | --------- |
| 2017 | 246       |
| 2018 | 235       |
| 2020 | [00]249   |
| 2021 | [00]252   |
| 2022 | [0]241    |
| 2023 | [0]235    |

Quelle, wenn nicht angegeben, bis 2006 und 2015 bis 2018

## Religion
Die evangelische Kirchengemeinde Altmersleben, die früher zur Pfarrei Altmersleben gehörte, wird heute betreut vom Pfarrbereich Kalbe–Kakerbeck im Kirchenkreis Salzwedel im Bischofssprengel Magdeburg der Evangelischen Kirche in Mitteldeutschland.  Die ältesten überlieferten Kirchenbücher für Altmersleben stammen aus dem Jahre 1688.
Die katholischen Christen gehören zur Pfarrei St. Hildegard in Gardelegen im Dekanat Stendal im Bistum Magdeburg.

## Politik

### Ortsbürgermeister
Ortsbürgermeister der Ortschaft Altmersleben ist seit Juli 2024 Jörg Otte.
Sein Vorgänger war Bernd Pawelski (CDU), der auch letzter Bürgermeister der Gemeinde Altmersleben war.

### Ortschaftsrat
Die Ortschaftsratswahl am 9. Juni 2024 lieferte die gleiche Sitzverteilung wie die Wahl im Jahre 2019:
- 4 Sitze Wählergemeinschaft Altmersleben
- 1 Sitz CDU

Gewählt wurden eine Ortschaftsrätin und vier Räte. Von 220 Wahlberechtigten hatten 161 ihre Stimme abgegeben, die Wahlbeteiligung betrug damit 73,18 Prozent.

## Kultur und Sehenswürdigkeiten
- Südlich des Dorfes an der Milde liegt das Goliath-Gelände, auf dem 1942–1945 eine große Marinefunkstation betrieben wurde. Von Ende April 1945 bis zum 1. Juli 1945 diente das eingezäunte Gelände als Gefangenenlager für etwa 85.000 deutsche Soldaten, die von den Amerikanern gefangen genommen worden waren.[31]
- Die evangelische Dorfkirche Altmersleben ist ein spätromanischer Feldsteinbau. In ihr sind noch mittelalterliche Wandmalereien vorhanden.[32]
- Bornholdt-Teich
- Ein Friedhof befindet sich an der Kirche und ein anderer im Nordosten des Dorfes am Rand der Motocrossstrecke.

## Vereine
- Der Motor-Sport-Club Altmersleben e. V. veranstaltet die alljährliche die Landesmeisterschaft im Motocross für Sachsen-Anhalt auf der Motocrossstrecke „Rund um den Mühlenberg“.